# Poularies
Pour les articles homonymes, voir Poularies (homonymie).
Poularies est une municipalité du Québec située dans la MRC d'Abitibi-Ouest en Abitibi-Témiscamingue. Dans la langue courante, on l'appelle encore Sainte-Rose, ou Sainte-Rose-de-Poularies.

## Toponymie
La municipalité est nommée en l'honneur de François-Médard de Poularies, capitaine dans l'armée de Montcalm. La sainte patronne du village est Rose de Lima.

## Histoire
- 1916 : Fondation du canton de Poularies.
- Entre 1916 et 1924 : Le canton de Poularies devient les cantons unis de Royal-Roussillon-et-Poularies.
- 7 mai 1924 : La municipalité de Poularies se détache des cantons unis de Royal-Roussillon-et-Poularies.

## Démographie
| 1991 | 1996 | 2001 | 2006 | 2011 | 2016 | 2021 |
| ---- | ---- | ---- | ---- | ---- | ---- | ---- |
| 835  | 838  | 751  | 693  | 679  | 682  | 662  |

## Administration
Les élections municipales se font en bloc pour le maire et les six conseillers.
| Poularies Maires depuis 2001                                                                                         |                  |         |          |
| Élection | Maire            | Qualité | Résultat |
| 2001 | Claude Blais     |         | Voir     |
| 2005 | Gino Lévesque    |         | Voir     |
| 2009 | Claude Blais (2) |         | Voir     |
| n/d | Samuel Doré      |         | Voir     |
| 2013 | Pierre Godbout   |         | Voir     |
| 2017 | Pierre Godbout   | Voir    |          |
| 2021 | Pierre Godbout   | Voir    |          |
| Élection partielle en italique Depuis 2005, les élections sont simultanées dans toutes les municipalités québécoises |                  |         |          |

|  |

## Personnalités associées
- Margot (Marguerite) Lemire, autrice et dramaturge (1946-2024)
- Norbert Lemire, peintre et aquarelliste